# ICC U19-Cricket-Weltmeisterschaft 2024
Die ICC U19-Cricket-Weltmeisterschaft 2024 war die 15. Austragung der vom International Cricket Council organisierten Junioren-Cricket-Weltmeisterschaft und wurde vom 19. Januar bis 11. Februar in Südafrika ausgetragen. Die U19-Weltmeisterschaft wurde im One-Day International-Format ausgetragen. Ursprünglich sollte der Wettbewerb in Sri Lanka ausgetragen werden, jedoch wurde Sri Lanka Cricket auf Grund politischer Einflussnahme suspendiert und das Turnier daraufhin neu Vergeben. Im Finale konnte sich Australien mit 79 Runs gegen Indien durchsetzen.

## Teilnehmer
Die elf besten Mannschaften der ICC U19-Cricket-Weltmeisterschaft 2022 qualifizierten sich direkt für dieses Turnier. Hinzu kamen fünf weitere Qualifikanten, die sich über regionale Qualifikationsturniere qualifizieren konnten.
| - Afghanistan - Australien - Bangladesch - England | - Indien - Irland - Namibia - Nepal | - Neuseeland - Pakistan - Schottland - Simbabwe | - Sri Lanka - Südafrika - Vereinigte Staaten - West Indies |

## Format
In vier Vorrundengruppen mit jeweils vier Mannschaften spielte jeder gegen jeden, wobei ein Sieg zwei Punkte, ein Unentschieden oder ein No Result einen Punkt einbrachte. Die jeweils drei bestplatzierten einer Gruppe qualifizierten sich für die Super-6-Runde. Dort spielten die zwölf Mannschaften in zwei Sechsergruppen, wobei Mannschaften aus einer Gruppe nicht gegeneinander spielen. Die Ergebnisse aus der Vorrunde wurden übertragen. Die verbliebenen vier Vorrundenletzten spielen eine K.O.-Runde um die letzten vier Plätze.

## Vorrunde

### Gruppe A
Tabelle
| Gruppe A           | Sp. | S | N | NR | P | NRR    |
| ------------------ | --- | - | - | -- | - | ------ |
| Indien             | 3   | 3 | 0 | 0  | 6 | +3.240 |
| Bangladesch        | 3   | 2 | 1 | 0  | 4 | +0.374 |
| Irland             | 3   | 1 | 2 | 0  | 2 | −0.778 |
| Vereinigte Staaten | 3   | 0 | 3 | 0  | 0 | −3.244 |

Spiele
| 19. Januar Scorecard | Bloemfontein | Vereinigte Staaten 105 (40.2) | – | Irland 109-3 (22.5) |
|                      |              | Irland gewinnt mit 7 Wickets  |   |                     |

Irland gewann den Münzwurf und entschied sich als Feldmannschaft zu beginnen. Als Spieler des Spiels wurde Oliver Riley ausgezeichnet.
| 20. Januar Scorecard | Bloemfontein | Indien 251-7 (50)          | – | Bangladesch 167 (45.5) |
|                      |              | Indien gewinnt mit 84 Runs |   |                        |

Bangladesch gewann den Münzwurf und entschied sich als Feldmannschaft zu beginnen. Als Spieler des Spiels wurde Adarsh Singh ausgezeichnet.
| 22. Januar Scorecard | Bloemfontein | Irland 235-8 (50)                 | – | Bangladesch 239-4 (46.5) |
|                      |              | Bangladesch gewinnt mit 6 Wickets |   |                          |

Bangladesch gewann den Münzwurf und entschied sich als Feldmannschaft zu beginnen. Als Spieler des Spiels wurde Mohammad Shihab James ausgezeichnet.
| 25. Januar Scorecard | Bloemfontein | Indien 301-7 (50) | – | Irland 100 (29.4) |
|                      |              |                   |   |                   |

Irland gewann den Münzwurf und entschied sich als Feldmannschaft zu beginnen. Als Spieler des Spiels wurde Musheer Khan ausgezeichnet.
| 26. Januar Scorecard | Bloemfontein | Bangladesch 291-7 (50)           | – | Vereinigte Staaten 170 (47.1) |
|                      |              | Bangladesch gewinnt mit 121 Runs |   |                               |

Die Vereinigten Staaten gewannen den Münzwurf und entschieden sich als Feldmannschaft zu beginnen. Als Spieler des Spiels wurde Ariful Islam ausgezeichnet.
| 28. Januar Scorecard | Bloemfontein | Indien 326-5 (50)           | – | Vereinigte Staaten 125-8 (50) |
|                      |              | Indien gewinnt mit 201 Runs |   |                               |

Die Vereinigten Staaten gewannen den Münzwurf und entschieden sich als Feldmannschaft zu beginnen. Als Spieler des Spiels wurde Arshin Kulkarni ausgezeichnet.

### Gruppe B
Tabelle
| Gruppe B    | Sp. | S | N | NR | P | NRR    |
| ----------- | --- | - | - | -- | - | ------ |
| Südafrika   | 3   | 2 | 1 | 0  | 4 | +1.110 |
| England     | 3   | 2 | 1 | 0  | 4 | +0.895 |
| West Indies | 3   | 2 | 1 | 0  | 4 | +0.653 |
| Schottland  | 3   | 0 | 3 | 0  | 0 | −3.104 |

Spiele
| 19. Januar Scorecard | Potchefstroom | Südafrika 285-9 (50)          | – | West Indies 254 (40.1) |
|                      |               | Südafrika gewinnt mit 31 Runs |   |                        |

Die West Indies gewannen den Münzwurf und entschieden sich als Feldmannschaft zu beginnen. Als Spieler des Spiels wurde Kwena Maphaka ausgezeichnet.
| 20. Januar Scorecard | Potchefstroom | Schottland 174 (49.2)         | – | England 178-3 (26.2) |
|                      |               | England gewinnt mit 7 Wickets |   |                      |

England gewann den Münzwurf und entschied sich als Feldmannschaft zu beginnen. Als Spieler des Spiels wurde Ben McKinney ausgezeichnet.
| 23. Januar Scorecard | Potchefstroom | Südafrika 230 (49.2)                     | – | England 137-2 (28.3/28.3) |
|                      |               | England gewinnt mit 36 Runs (D/L method) |   |                           |

England gewann den Münzwurf und entschied sich als Feldmannschaft zu beginnen. Als Spieler des Spiels wurde Eddie Jack ausgezeichnet.
| 24. Januar Scorecard | Potchefstroom | Schottland 205-9 (50)             | – | West Indies 206-5 (35.1) |
|                      |               | West Indies gewinnt mit 5 Wickets |   |                          |

Die West Indies gewannen den Münzwurf und entschieden sich als Feldmannschaft zu beginnen. Als Spieler des Spiels wurde Jewel Andrew ausgezeichnet.
| 26. Januar Scorecard | Potchefstroom | England 192 (46.3)                | – | West Indies 196-8 (41) |
|                      |               | West Indies gewinnt mit 2 Wickets |   |                        |

Die West Indies gewannen den Münzwurf und entschieden sich als Feldmannschaft zu beginnen. Als Spieler des Spiels wurde Nathan Edward ausgezeichnet.
| 27. Januar Scorecard | Potchefstroom | Schottland 269-9 (50)           | – | Südafrika 273-3 (27) |
|                      |               | Südafrika gewinnt mit 7 Wickets |   |                      |

Südafrika gewann den Münzwurf und entschied sich als Feldmannschaft zu beginnen. Als Spieler des Spiels wurde Steve Stolk ausgezeichnet.

### Gruppe C
Tabelle
| Gruppe C   | Sp. | S | N | NR | P | NRR    |
| ---------- | --- | - | - | -- | - | ------ |
| Australien | 3   | 3 | 0 | 0  | 6 | +2.606 |
| Sri Lanka  | 3   | 2 | 1 | 0  | 4 | +0.898 |
| Simbabwe   | 3   | 1 | 2 | 0  | 2 | −1.816 |
| Namibia    | 3   | 0 | 3 | 0  | 0 | −1.607 |

Spiele
| 21. Januar Scorecard | Kimberley | Sri Lanka 204 (48.3)                       | – | Simbabwe 89 (21.1/22) |
|                      |           | Sri Lanka gewinnt mit 39 Runs (D/L method) |   |                       |

Simbabwe gewann den Münzwurf und entschied sich als Feldmannschaft zu beginnen. Als Spieler des Spiels wurde Dinura Kalupahana ausgezeichnet.
| 22. Januar Scorecard | Kimberley | Namibia 91 (33.1)                | – | Australien 95-6 (19.5) |
|                      |           | Australien gewinnt mit 4 Wickets |   |                        |

Australien gewann den Münzwurf und entschied sich als Feldmannschaft zu beginnen. Als Spieler des Spiels wurde Callum Vider ausgezeichnet.
| 24. Januar Scorecard | Kimberley | Sri Lanka 133 (37.5)          | – | Namibia 56 (27) |
|                      |           | Sri Lanka gewinnt mit 77 Runs |   |                 |

Namibia gewann den Münzwurf und entschied sich als Feldmannschaft zu beginnen. Als Spieler des Spiels wurde Supun Waduge ausgezeichnet.
| 25. Januar Scorecard | Kimberley | Australien 296-7 (50) | – | Simbabwe 71 (23.2) |
|                      |           |                       |   |                    |

Australien gewann den Münzwurf und entschied sich als Schlagmannschaft zu beginnen. Als Spieler des Spiels wurde Harry Dixon ausgezeichnet.
| 27. Januar Scorecard | Kimberley | Namibia 146-8 (50)             | – | Simbabwe 147-2 (35.3) |
|                      |           | Simbabwe gewinnt mit 8 Wickets |   |                       |

Simbabwe gewann den Münzwurf und entschied sich als Feldmannschaft zu beginnen. Als Spieler des Spiels wurde Newman Nyamhuri ausgezeichnet.
| 28. Januar Scorecard | Kimberley | Sri Lanka 208 (49.5)             | – | Australien 211-4 (48.4) |
|                      |           | Australien gewinnt mit 6 Wickets |   |                         |

Sri Lanka gewann den Münzwurf und entschied sich als Schlagmannschaft zu beginnen. Als Spieler des Spiels wurde Ryan Hicks ausgezeichnet. 

### Gruppe D
Tabelle
| Gruppe D    | Sp. | S | N | NR | P | NRR    |
| ----------- | --- | - | - | -- | - | ------ |
| Pakistan    | 3   | 3 | 0 | 0  | 6 | +2.180 |
| Neuseeland  | 3   | 2 | 1 | 0  | 4 | +0.387 |
| Nepal       | 3   | 1 | 2 | 0  | 2 | −0.351 |
| Afghanistan | 3   | 0 | 3 | 0  | 0 | −2.008 |

Spiele
| 20. Januar Scorecard | East London | Pakistan 284-9 (50)           | – | Afghanistan 103 (26.2) |
|                      |             | Pakistan gewinnt mit 181 Runs |   |                        |

Pakistan gewann den Münzwurf und entschied sich als Schlagmannschaft zu beginnen. Als Spieler des Spiels wurde Shahzaib Khan ausgezeichnet.
| 21. Januar Scorecard | East London | Neuseeland 302-8 (50)          | – | Nepal 238-9 (50) |
|                      |             | Neuseeland gewinnt mit 64 Runs |   |                  |

Neuseeland gewann den Münzwurf und entschied sich als Schlagmannschaft zu beginnen. Als Spieler des Spiels wurde Snehith Reddy ausgezeichnet.
| 23. Januar Scorecard | East London | Afghanistan 91 (21.3)           | – | Neuseeland 92-9 (28.2) |
|                      |             | Neuseeland gewinnt mit 1 Wicket |   |                        |

Afghanistan gewann den Münzwurf und entschied sich als Schlagmannschaft zu beginnen. Als Spieler des Spiels wurde Matt Rowe ausgezeichnet.
| 24. Januar Scorecard | East London | Nepal 197 (50)                 | – | Pakistan 201-5 (47.4) |
|                      |             | Pakistan gewinnt mit 5 Wickets |   |                       |

Nepal gewann den Münzwurf und entschied sich als Schlagmannschaft zu beginnen. Als Spieler des Spiels wurde Azan Awais ausgezeichnet.
| 26. Januar Scorecard | East London | Afghanistan 145 (40.1)     | – | Nepal 149-9 (44.4) |
|                      |             | Nepal gewinnt mit 1 Wicket |   |                    |

Afghanistan gewann den Münzwurf und entschied sich als Schlagmannschaft zu beginnen. Als Spieler des Spiels wurde Aakash Chand ausgezeichnet.
| 27. Januar Scorecard | East London | Neuseeland 140 (38)             | – | Pakistan 144-0 (25.2) |
|                      |             | Pakistan gewinnt mit 10 Wickets |   |                       |

Neuseeland gewann den Münzwurf und entschied sich als Schlagmannschaft zu beginnen. Als Spieler des Spiels wurde Shahzaib Khan ausgezeichnet.

## Super 6
In der Super 6 Runde werden in zwei Gruppen mit jeweils sechs Mannschaften die Teilnehmer der Halbfinale bestimmt. Aus der Vorrunde qualifizieren sich für jede Gruppe jeweils drei Mannschaften. Die jeweils besten zwei Mannschaften einer Super-6-Gruppe qualifizieren sich für das Halbfinale. Die Mannschaften aus Gruppen A und D spielen in Gruppe 1, während die Mannschaften aus Gruppen B und C in Gruppe 2 einsortiert wurden. Dabei spielen die Mannschaften nur gegen anderen Gruppenteilnehmer, die nicht in der Vorrunde getroffen wurden und die nicht auf dieselben Platz in der anderen Gruppe endeten. Die Ergebnisse aus der Vorrunde werden übertragen.

### Gruppe 1
Tabelle
| Gruppe 1    | Sp. | S | N | NR | P | NRR    |
| ----------- | --- | - | - | -- | - | ------ |
| Indien      | 4   | 4 | 0 | 0  | 8 | +3.155 |
| Pakistan    | 4   | 4 | 0 | 0  | 8 | +0.752 |
| Bangladesch | 4   | 2 | 2 | 0  | 4 | +0.167 |
| Irland      | 4   | 1 | 3 | 0  | 2 | −1.163 |
| Neuseeland  | 4   | 1 | 3 | 0  | 2 | −1.800 |
| Nepal       | 4   | 0 | 4 | 0  | 0 | −1.762 |

Spiele
| 30. Januar Scorecard | Bloemfontein | Indien 295-8 (50)           | – | Neuseeland 81 (28.1) |
|                      |              | Indien gewinnt mit 214 Runs |   |                      |

Neuseeland gewann den Münzwurf und entschied sich als Feldmannschaft zu beginnen. Als Spieler des Spiels wurde Musheer Khan ausgezeichnet.
| 30. Januar Scorecard | Potchefstroom | Irland 181 (48.4)              | – | Pakistan 182-7 (43.4) |
|                      |               | Pakistan gewinnt mit 3 Wickets |   |                       |

Pakistan gewann den Münzwurf und entschied sich als Feldmannschaft zu beginnen. Als Spieler des Spiels wurde Ahmad Hassan ausgezeichnet.
| 31. Januar Scorecard | Bloemfontein | Nepal 169 (49.5)                  | – | Bangladesch 170-5 (25.2) |
|                      |              | Bangladesch gewinnt mit 5 Wickets |   |                          |

Nepal gewann den Münzwurf und entschied sich als Schlagmannschaft zu beginnen. Als Spieler des Spiels wurde Rohanat Doullah Borson ausgezeichnet. 
| 2. Februar Scorecard | Bloemfontein | Indien 297-5 (50)           | – | Nepal 165-9 (50) |
|                      |              | Indien gewinnt mit 132 Runs |   |                  |

Indien gewann den Münzwurf und entschied sich als Schlagmannschaft zu beginnen. Als Spieler des Spiels wurde Sachin Dhas ausgezeichnet. 
| 3. Februar Scorecard | Benoni | Pakistan 155 (40.4)         | – | Bangladesch 150 (35.5) |
|                      |        | Pakistan gewinnt mit 5 Runs |   |                        |

Bangladesch gewann den Münzwurf und entschied sich als Feldmannschaft zu beginnen. Als Spieler des Spiels wurde Ubaid Shah ausgezeichnet.
| 3. Februar Scorecard | Bloemfontein | Irland 267-9 (50)                       | – | Neuseeland 131-5 (32.1/32.1) |
|                      |              | Irland gewinnt mit 41 Runs (D/L method) |   |                              |

Irland gewann den Münzwurf und entschied sich als Schlagmannschaft zu beginnen. Das Spiel wurde auf Grund von Regenfällen abgebrochen.

### Gruppe 2
Tabelle
| Gruppe 1    | Sp. | S | N | NR | P | NRR    |
| ----------- | --- | - | - | -- | - | ------ |
| Australien  | 4   | 3 | 0 | 1  | 7 | +2.781 |
| Südafrika   | 4   | 3 | 1 | 0  | 6 | +1.683 |
| West Indies | 4   | 2 | 1 | 1  | 5 | +0.134 |
| England     | 4   | 2 | 2 | 0  | 4 | +0.198 |
| Sri Lanka   | 4   | 1 | 3 | 0  | 2 | −0.532 |
| Simbabwe    | 4   | 0 | 4 | 0  | 0 | −3.586 |

Spiele
| 30. Januar Scorecard | Kimberley | Sri Lanka 231 (50)                | – | West Indies 232-7 (49.3) |
|                      |           | West Indies gewinnt mit 3 Wickets |   |                          |

Sri Lanka gewann den Münzwurf und entschied sich als Schlagmannschaft zu beginnen. Als Spieler des Spiels wurde Steve Wedderburn ausgezeichnet.
| 31. Januar Scorecard | Kimberley | Australien 266-6 (50)                        | – | England 104 (16.5) |
|                      |           | Australien gewinnt mit 110 Runs (D/L method) |   |                    |

England gewann den Münzwurf und entschied sich als Feldmannschaft zu beginnen. Als Spieler des Spiels wurde Hugh Weibgen ausgezeichnet. 
| 31. Januar Scorecard | Potchefstroom | Simbabwe 102 (29.2)             | – | Südafrika 103-1 (13.3) |
|                      |               | Südafrika gewinnt mit 9 Wickets |   |                        |

Südafrika gewann den Münzwurf und entschied sich als Feldmannschaft zu beginnen. Als Spieler des Spiels wurde Kwena Maphaka ausgezeichnet.
| 2. Februar Scorecard | Kimberley | Australien 227-8 (50) | – | West Indies 24-2 (4.3) |
|                      |           | No Result             |   |                        |

West Indies gewann den Münzwurf und entschied sich als Feldmannschaft zu beginnen. Das Spiel wurde auf Grund von Regenfällen abgebrochen.
| 2. Februar Scorecard | Potchefstroom | Südafrika 232-8 (50)           | – | Sri Lanka 113 (23.2) |
|                      |               | Südafrika gewinnt mit 119 Runs |   |                      |

Sri Lanka gewann den Münzwurf und entschied sich als Feldmannschaft zu beginnen. Als Spieler des Spiels wurde Kwena Maphaka ausgezeichnet.
| 3. Februar Scorecard | Potchefstroom | England 237-7 (50)           | – | Simbabwe 91 (24.5) |
|                      |               | England gewinnt mit 146 Runs |   |                    |

Simbabwe gewann den Münzwurf und entschied sich als Feldmannschaft zu beginnen. Als Spieler des Spiels wurde Tazeem Chaudry Ali ausgezeichnet.

## Hauptrunde

### Halbfinale
| 6. Februar Scorecard | Benoni | Südafrika 244-7 (50)         | – | Indien 248-8 (48.5) |
|                      |        | Indien gewinnt mit 2 Wickets |   |                     |

Indien gewann den Münzwurf und entschied sich als Feldmannschaft zu beginnen. Als Spieler des Spiels wurde Uday Saharan ausgezeichnet.
| 8. Februar Scorecard | Benoni | Pakistan 179 (48.5)             | – | Australien 181-9 (49.1) |
|                      |        | Australien gewinnt mit 1 Wicket |   |                         |

Australien gewann den Münzwurf und entschied sich als Feldmannschaft zu beginnen. Als Spieler des Spiels wurde Tom Straker ausgezeichnet.

### Finale
| 11. Februar Scorecard | Benoni | Australien 253-7 (50)          | – | Indien 174 (43.5) |
|                       |        | Australien gewinnt mit 79 Runs |   |                   |

Australien gewann den Münzwurf und entschied sich als Schlagmannschaft zu beginnen. Als Spieler des Spiels wurde Mahli Beardman ausgezeichnet.

## Trostrunde
| 31. Januar Scorecard | Benoni | Vereinigte Staaten 148 (48.2)     | – | Afghanistan 151-7 (49.3) |
|                      |        | Afghanistan gewinnt mit 3 Wickets |   |                          |

Afghanistan gewann den Münzwurf und entschied sich als Feldmannschaft zu beginnen. Als Spieler des Spiels wurde Rahimullah Zurmati ausgezeichnet.
| 1. Februar Scorecard | Benoni | Schottland 251-6 (50)         | – | Namibia 248-6 (50) |
|                      |        | Schottland gewinnt mit 3 Runs |   |                    |

Schottland gewann den Münzwurf und entschied sich als Schlagmannschaft zu beginnen. Als Spieler des Spiels wurde Bahadar Esakhiel ausgezeichnet.